# آلان كيلي الابن
آلان كيلي الابن (بالإنجليزية: Alan Kelly, Jr.)‏ (مواليد 11 أغسطس 1968) هو لاعب كرة قدم. يلعب مع منتخب جمهورية أيرلندا لكرة القدم. سبق له أن لعب في كأس العالم لكرة القدم مع منتخب بلاده.

## مسيرته الكروية
لعب آلان كيلي الابن خلال مسيرته الاحترافية مع 5 أندية في عشرون موسمًا ولم يسجل خلالها أي هدف ضمن 406 مباراة. ولم يفز بأي موسم بالكأس أو بالدوري.
خاض آلان كيلي الابن مسيرته مع نادي بريستون نورث إيند في موسم 1985–86 ليلعب معه سبعة مواسم، مشاركًا في 142 مباراة ولم يسجل أي هدف. ثم انتقل إلى نادي شيفيلد يونايتد في موسم 1992–93 ليلعب معه سبعة مواسم، حيث شارك في 216 مباراة ولم يسجل أي هدف أيضًا. لينتقل بعدها إلى نادي بلاكبيرن روفرز في موسم 1999–00 في المرة الأولى واستمر معه طيلة ثلاثة مواسم ثم في موسم 2002–03 لمدة موسم واحد، مشاركًا طوالها في 40 مباراة ولم يسجل أي هدف أيضًا. ثم انتقل إلى نادي ستوكبورت كونتي في موسم 2000–01 لمدة موسم واحد، مشاركًا في مباراتين ولم يسجل أي هدف أيضًا. هذا وانتقل لاحقًا إلى نادي برمنغهام سيتي في موسم 2001–02 لمدة موسم واحد، مشاركًا في 6 مباريات ولم يسجل أي هدف أيضًا.

## الروابط الخارجية
- آلان كيلي الابن على موقع الاتحاد الدولي (مؤرشف)  (الإنجليزية)
- آلان كيلي الابن على موقع قاعدة بيانات كرة القدم.إي يو (الإنجليزية)
- آلان كيلي الابن على موقع ناشيونال فوتبول تيمز (الإنجليزية)
- آلان كيلي الابن على موقع Soccerbase.com (لاعب) (الإنجليزية)
- آلان كيلي الابن على موقع عالم كرة القدم.نت (الإنجليزية)